# Sympétrum commun
Sympetrum vulgatum
Espèce
Statut de conservation UICN

 LC  : Préoccupation mineure
Le sympétrum commun (Sympetrum vulgatum) est une espèce d'odonates anisoptères de la famille des libellulidés.

## Description et caractéristiques
Corps long de 35 à 40 mm.
 Thorax du mâle adulte taché de rouge, abdomen rouge ; femelle d'un jaune brunâtre clair, lame vulvaire perpendiculaire au corps (idem chez Sympetrum danae).
Le sympétrum commun se distingue du sympétrum strié (Sympetrum striolatum) par son étroite bande noire du front qui descend de chaque côté de l'œil (sauf pour les sous-espèces d'Espagne et de Turquie).

## Distribution
Eurasiatique : commun en Europe, du nord de l'Espagne, de France (sauf un quart sud-ouest, Bretagne et Normandie).

Migre sporadiquement en Angleterre, fréquent jusqu'au sud de la Scandinavie, jusqu'à l'Europe de l'Est et loin en Asie (où il se raréfie vers le sud).

## Habitat, mode de vie
Les larves résident dans les eaux stagnantes assez riches en végétation, les adultes volent de juin à novembre.

## Galerie d'images

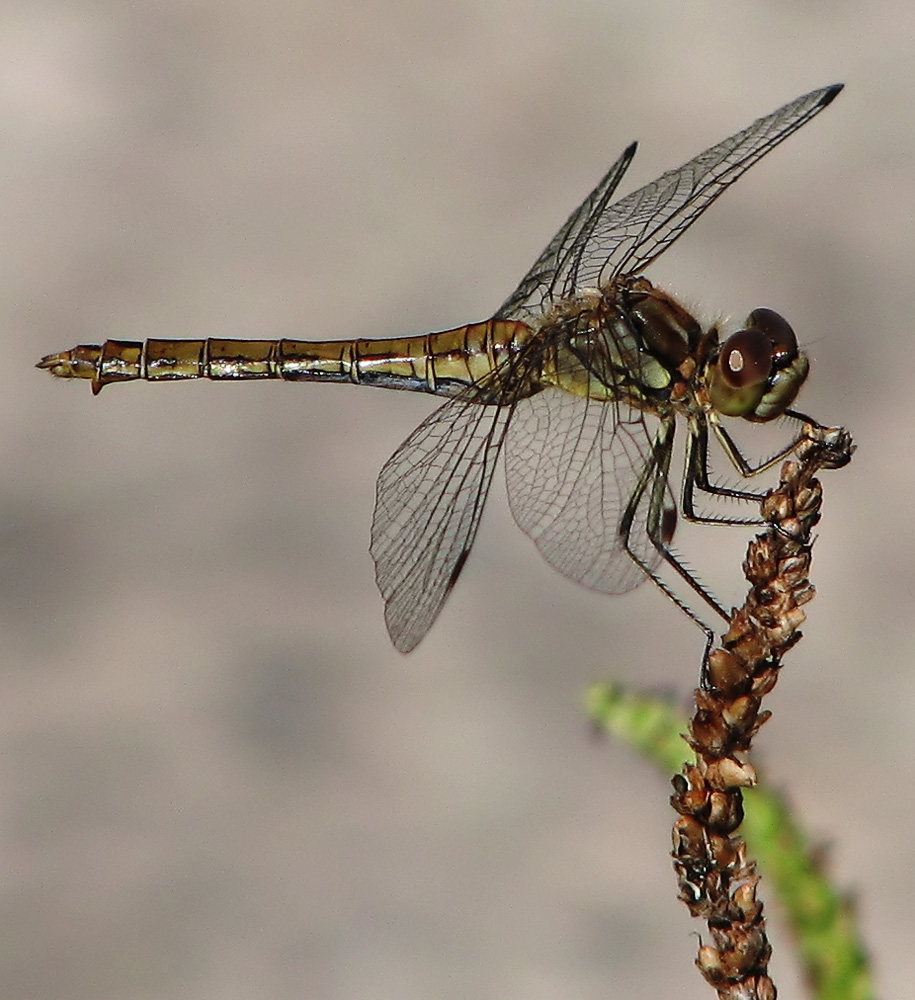
Sympetrum vulgatum - femelle
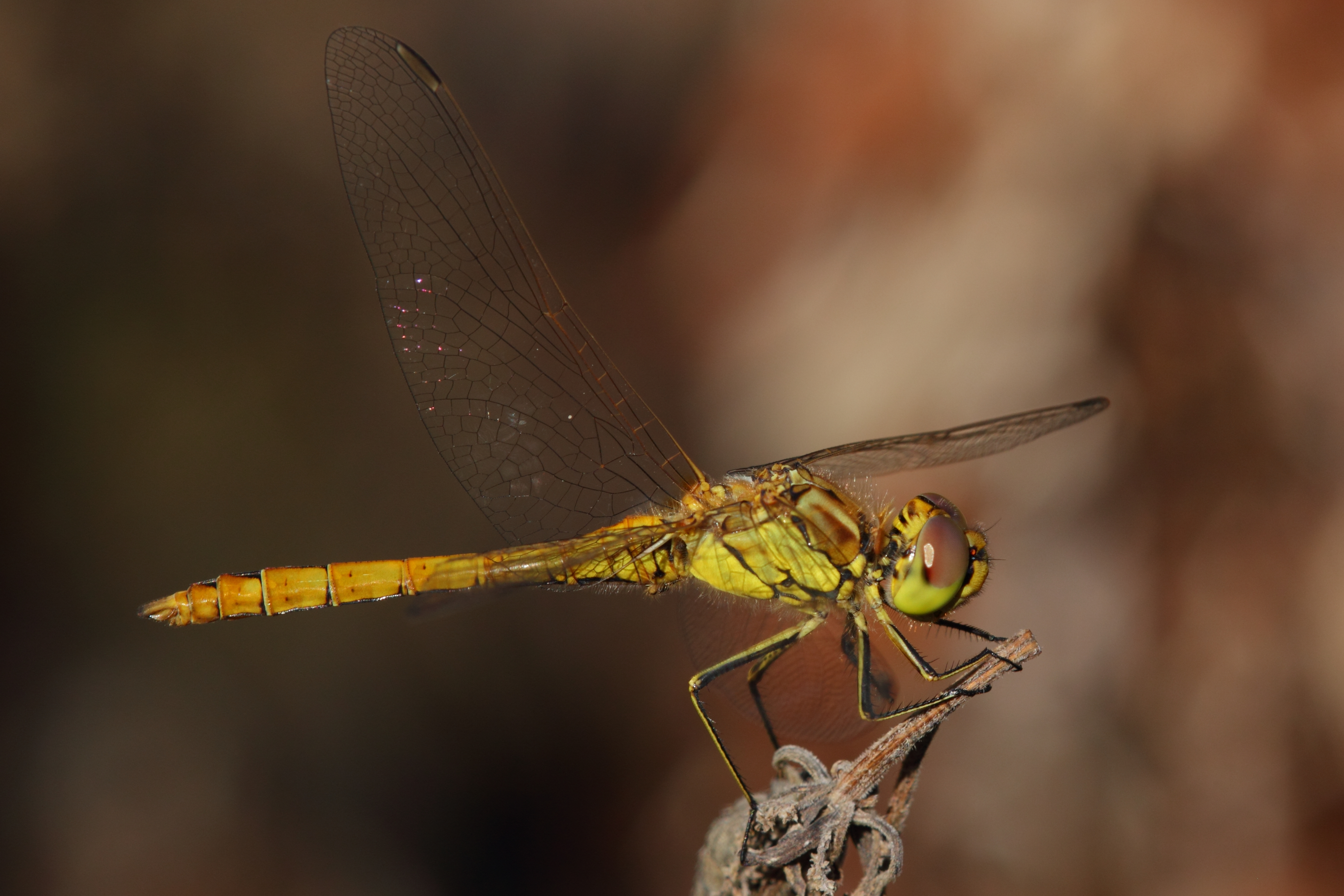
Sympetrum vulgatum - mâle, juvénile
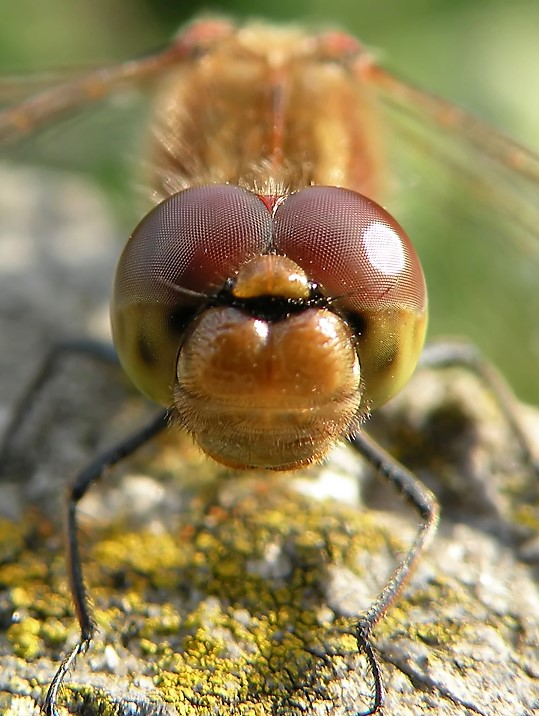
Macrophotographie de la tête